# Остен-Сакен, Фабиан Вильгельмович
Граф (1821), князь (1832) Фабиа́н Вильге́льмович О́стен-Са́кен (Фабиан Готлиб фон дер Остен-Сакен; 20 [31] октября 1752, Ревель — 7 [19] апреля 1837, Киев) — военный и государственный деятель Российской империи, генерал-фельдмаршал (1826) из остзейского рода Остен-Сакенов, участник екатерининских и наполеоновских войн. Главнокомандующий 1-й армией (1818 — 1835).

## Биография
Родился 20 (31) октября 1752 года в Ревеле, в Эстляндии. Отец, барон Вильгельм Фердинанд Остен-Сакен, в чине капитана находился адъютантом при фельдмаршале графе Минихе. Мать Фабиана, урождённая фон Удам, была дочерью шведского майора. Полное написание фамилии фон дер Остен-Сакен, хотя часто в приказах назывался просто Сакен. При получении княжеского титула (в 1832 году) из его фамилии была убрана приставка фон-дер-Остен.
Барон Остен-Сакен первые годы своего детства провёл в бедности. В 14 лет записан подпрапорщиком в Копорский мушкетёрский полк. Действительную службу начал сержантом в 1767 году.
В 1769 году участвовал в блокаде Хотина; 7 сентября за боевые отличия произведён в прапорщики и переведён в Нашебургский мушкетёрский полк.
Участвовал в военных действиях против турок в 1771—1772 годах под знамёнами генерала Суворова и против польских конфедератов в 1770—1773 годах.
В 1785 году переведён капитаном в Сухопутный шляхетный кадетский корпус. В 1786 году получил чин майора и в тот же день переименован в подполковники.
В 1790 году участвовал в штурме Измаила под началом генерала Суворова.
10 августа 1792 года произведён в полковники. В 1793 году переведён в Черниговский мушкетёрский полк. Участник подавления восстания Костюшко в 1794 году, награждён за бои золотой шпагой с надписью «За храбрость».
28 сентября 1797 года произведён в генерал-майоры и назначен шефом Екатеринославского гренадерского полка. 11 июля 1799 года получил чин генерал-лейтенанта.
Участвовал в неудачном для русской армии Швейцарском походе. В 1799 году, прикрывая отступление корпуса генерала Римского-Корсакова в сражении при Цюрихе, ранен пулей в голову и взят в плен французским генералом Массеной. В 1801 году освобождён и получил назначение шефом Петербургского гренадерского полка.
В войне с Наполеоном 1806-1807 годов, командуя дивизией в армии Леонтия Леонтьевича Беннигсена, принимал участие в сражениях под Пултуском и Прейсиш-Эйлау, но 29 мая 1807 года был обвинён главнокомандующим в ослушании, отдан под суд и в течение 5 лет проживал в Петербурге в крайней нужде.
В 1812 году по высочайшему повелению следствие по его делу было прекращено, и он отправлен в армию Тормасова командиром корпуса. Участвовал в Волковысском сражении против корпусов Ренье и Шварценберга, не допустив преследования неприятелем 3-й армии Чичагова.
Отличился во время заграничного похода русской армии против Наполеона 1813—1814 годов; командовал корпусом (более 50 тыс. чел.) в составе Силезской армии. С 26 марта по 4 апреля 1813 года в результате осады взял монастырь и крепость Ясная Гора близ Ченстоховы. Отличился в сражении при Кацбахе, где командовал правым крылом армии. В тот же день 14 августа 1813 года произведён в генералы от инфантерии. За взятие Галльского предместья во время «Битвы народов» при Лейпциге награждён орденом Св. Георгия 2-й степени. В 1814 году за бои при Бриенн-ле-Шато и Ла-Ротьере удостоен ордена Св. Андрея Первозванного. В феврале 1814 года корпус под командованием Остен-Сакена потерпел поражения от Наполеона в сражениях при Монмирале и при Шато-Тьерри.
После занятия союзниками Парижа 19 марта 1814 года был назначен губернатором города и успел заслужить расположение обывателей. В июне, когда управление было передано местным властям, оставил пост губернатора Парижа. Город поднёс ему, в знак признательности, карабин, пару пистолетов и золотую шпагу, осыпанную бриллиантами, на одной стороне коей было начертано: «Город Париж генералу Сакену». В определении, на основании которого это оружие было поднесено нашему полководцу, сказано, что «он водворил в Париже тишину и безопасность, избавил его от излишних расходов, покровительствовал присутственным и судебным местам, и что жители, благодаря бдительности его, могли предаваться обыкновенным своим занятиям и почитали себя не в военном положении, но пользовались всеми выгодами и ручательствами мирного времени». В настоящее время набор оружия (двуствольный штуцер, пара пистолетов и шпага в белых ножнах с лазуритовой рукоятью, украшенной крупным бриллиантом) хранится в экспозиции Оружейной палаты (зал 3, витрина 24).
В 1815 году участвовал во вторичном походе русских войск во Францию (в связи с возвращением Наполеона к власти), командуя 3-м пехотным корпусом в Варшаве, который вошёл в состав армии генерал-фельдмаршала Барклая-де-Толли.
По возвращении в Россию командовал пехотным корпусом, затем с 1818 года 1-й армией после смерти прежнего командующего — Барклая-де-Толли; в 1818 году назначен членом Государственного совета. 8 апреля 1821 года получил титул графа.
В день своего коронования (22 августа 1826) Николай I прислал Остен-Сакену фельдмаршальский жезл.
В 1831 году Остен-Сакен, имевший тогда свою главную квартиру в Киеве, сразу подавил беспорядки, начавшиеся в Малороссии (Киевская, Подольская и Волынская губернии) вследствие польского восстания 1831 года, за что в ноябре 1832 года получил княжеское достоинство Российской империи. В 1835 году вышел в почётную отставку за упразднением 1-й армии. После отставки жил в Киеве.
Скончался 7 (19) апреля 1837 года в возрасте восьмидесяти пяти лет и похоронен в Киево-Печерской лавре, на монастырском кладбище около церкви Рождества Богородицы на Дальних пещерах (могила сохранилась).
По воспоминаниям Егора Фёдоровича Брадке, граф Остен-Сакен «был человек большого ума и отличных военных познаний. Он не был женат, но имел много незаконных детей и был в нравах своих вообще грязноват».

## Военные чины
- Подпрапорщик (18.10.1766)
- Сержант (08.04.1767)
- Прапорщик за отличие при штурме Хотина (07.09.1769)
- Подпоручик (01.01.1770)
- Поручик (01.01.1773)
- Капитан (21.04.1777)
- Майор (07.01.1785)
- Подполковник (13.11.1786)
- Полковник (20.08.1794)
- Генерал-майор (28.09.1797)
- Генерал-лейтенант (11.07.1799)
- Генерал от инфантерии за отличие (30.08.1813)
- Генерал-фельдмаршал (22.08.1826)

## Награды
- Орден Святого Владимира 4-й степени с бантом — за бои с турками (1789)
- Золотая шпага с надписью «За храбрость» — за бои с поляками под Вильно (1794)
- Орден Святого Георгия 4-го класса (№ 948 по списку Степанова — Григоровича) (26.11.1792)
- Орден Святой Анны 1-й степени — за отличную службу (22.05.1804)
- Большой крест ордена Святого Владимира 2-й степени — за Прейсиш-Эйлау (08.04.1807)
- Орден Святого Александра Невского — за бои в Польше (29.03.1813)
- Орден Святого Георгия 2-го класса — «За отличие в сражениях под Лейпцигом 4-7-го октября 1813 года» (08.10.1813, № 56)
- Орден Святого Владимира 1-й степени — за долговременную службу (22.09.1830)
- Портрет императора Николая I с алмазами для ношения на груди (01.07.1831)
- Орден Святого апостола Андрея Первозванного — за сражение с Наполеоном под Бриенн-ле-Шато и Ла-Ротьере (19.05.1814)

- Золотая шпага с надписью «За храбрость» с алмазами
- Серебряная медаль «В память Отечественной войны 1812 года» (1814)
- Знак отличия беспорочной службы за XXXV лет (22.08.1828)
- Знак отличия беспорочной службы за LX лет (22.08.1830)[5]

Иностранные:
- Прусский Орден Красного орла (1807)
- Прусский Орден Чёрного орла (1813)
- Австрийский Военный орден Марии Терезии 2-й степени (1814)
- Французский Орден Святого Людовика 1-й степени (1814)
- Французский Орден Военных заслуг 1-й степени
- Французская золотая шпага «Март 1814 года — город Париж генералу Сакену» с бриллиантами (18.05.1814)